# Kochanki (amerykański serial telewizyjny)
Kochanki (amerykański serial telewizyjny) (ang. Mistresses) – amerykański serial telewizyjny oparty na brytyjskim serialu "Mistresses", wyprodukowany przez telewizję ABC. Premiera w USA miała miejsce 3 czerwca 2013, jednak światowa premiera serialu odbyła się w Polsce 5 marca 2013 za pośrednictwem kanału Fox Life. Pomysłodawcą serialu jest K.J. Steinberg.

10 września 2016  roku, stacja ABC ogłosiła zakończenie produkcji serialu po czterech sezonach

## Fabuła
Serial opowiada o życiu czterech przyjaciółek: Savannah "Savi" Davis, April Malloy, Karen Kim i Josslyn Carver, które znajdują się na życiowym zakręcie.

## Obsada

### Główna
- Alyssa Milano jako Savannah "Savi" Davis - prawniczka w kancelarii adwokackiej. Stara się zostać wspólniczką w firmie. Myśli też o powiększeniu rodziny. Kiedy problem płodności zaczyna niszczyć jej małżeństwo zaczyna romansować z kolegą z pracy, Dominicem Taylorem.
- Rochelle Aytes jako April Malloy - młoda wdowa z córką, najlepsza przyjaciółka Savannah. Z polisy po mężu otwiera sklep z dekoracjami do domu. April coraz częściej dostaje głuche telefony, jest przekonana, że jej mąż żyje.
- Kim Yoon-jin jako Karen Kim - terapeutka, prowadząca własną praktykę. Podczas pracy nawiązuje romans z żonatym i śmiertelnie chorym pacjentem. Po jego śmierci, Karen zwierza się Samowi, który jest synem zmarłego pacjenta. Nie wie nic o jej romansie tak jak jego matka, Elizabeth Grey.
- Jes Macallan jako Josslyn Carver - przyrodnia i młodsza siostra Savannah. Pracuje jako agentka nieruchomości. Prowadzi rozrywkowy tryb życia, chodzi na randki i nie szuka stałego związku.
- Jason George jako Dominic Taylor, adwokat w kancelarii, w której pracuje Savannah i zaczął z nią flirtować
- Brett Tucker jako Harry Davis, szef kuchni i były mąż Savannah
- Erik Stocklin jako Sam Grey, syn zmarłego pacjenta, z którym Karen miała romans
- Rob Mayes jako Mark[3]
- Jennifer Esposito jako Calista Raines[4]

### Drugoplanowa
- Penelope Ann Miller jako Elizabeth Grey, matka Sama i żona pacjenta, z którym Karen miała romans[5]
- Shannyn Sossamon jako Alex, dziewczyna Josslyn
- Cameron Bender jako Richard, chłopak April
- Mike Dopud jako Olivier Dubois, szef Josslyn[6]
- JoBeth Williams jako Janet Carver, matka Savannah i Jess[7]
- Tehmina Sunny jako Natalie Wade, prawnik Karen
- Tory Mussett jako Sally, eks Alex
- John Schneider jako Thomas Grey, kochanek Karen i ojciec Sama
- Matthew Del Negro jako Jacob Pollock, współpracownik Karen
- Kate Beahan jako Miranda Nickleby, kochanka Paula
- Gary Dourdan jako Anthony Newsome, oficer policji prowadzący dochodzenie w sprawie śmierci Thomasa Greya
- Corinne Massiah jako Lucy Malloy, córka April
- Stacy Barnhisel jako Lila, asystentka Karen i Jacoba
- Dondré T. Whitfield jako Paul Malloy
- Rebeka Montoya jako Toni, prawniczka[8]
- Catherine Kim jako Mia, nowa pacjentka Karen[8]
- Jason Gerhardt jako Zack[9]
- Joseph May jako Mickey, przyjaciel z dzieciństwa April[10]
- Justin Hartley jako Scott, chirurg plastyczny[11]
- Ed Quinn jako Alex Adams, lekarz internista[12]
- Emmanuelle Vaugier jako Nico, nowa barmanka w Wunderbar[13]
- Briana White jako Blair, dyrektor szkoły Lucy[14]
- Tia Mowry jako Barbara Rutledege[15]
- Ella Thomas jako Jackie[16]
- Micky Shiloah jako Reza[17]
- David Sutcliffe jako Adam[18]

## Lista odcinków
| Sezon | Sezon | Odcinki | Oryginalna emisja | Oryginalna emisja | Oryginalna emisja | Oryginalna emisja | Oryginalna emisja |
| Sezon | Sezon | Odcinki | Premiera sezonu   | Finał sezonu      | Premiera sezonu   | Finał sezonu      |                   |
| ----- | ----- | ------- | ----------------- | ----------------- | ----------------- | ----------------- | ----------------- |
|       | 1     | 13      | 3 czerwca 2013    | 2 września 2013   | 5 marca 2013      | 28 maja 2013      |                   |
|       | 2     | 13      | 2 czerwca 2014    | 1 września 2014   | 12 sierpnia 2014  | 4 listopada 2014  |                   |
|       | 3     | 13      | 18 czerwca 2015   | 3 sierpnia 2015   | 15 sierpnia 2015  | 27 września 2015  |                   |
|       | 4     | 14      | 30 maja 2016      | 6 września 2016   | 25 września 2016  | 6 listopada 2016  |                   |